# Ein Fall für zwei: Schwind paßt auf
Schwind paßt auf ist der Titel der 41. Episode der Krimiserie Ein Fall für zwei mit Günter Strack und Claus Theo Gärtner in den Hauptrollen.

## Handlung
Die Rentnerin Frau Keller, deren Tochter Julia eine Woche zuvor an Herzversagen verstorben ist, sucht den Rechtsanwalt Dr. Renz in seiner Kanzlei auf. Sie übergibt ihm einen Brief, aus dem hervorgeht, dass Renz ihre Tochter im Falle einer Räumungsklage gegen den Mieter Georg Siebeck beraten hat. Ihr ist allerdings gar nicht bekannt, dass Julia überhaupt eine Wohnung besaß.
Die Vermieterin der Wohnung, in der Julia zuletzt gelebt hatte, bestätigt gegenüber Frau Keller, dass der Mietvertrag in der Tat gekündigt worden war, da Julia in eine andere Wohnung umzuziehen beabsichtigte. In der bisherigen Wohnung ihrer Tochter wird Frau Keller anschließend von einem Eindringling niedergeschlagen und alarmiert nach dessen Flucht die Polizei. Sie stellt nicht fest, dass etwas entwendet wurde. Den  Kaufvertrag für die neue Wohnung findet sie nicht vor. Der Privatdetektiv Josef Matula wird engagiert, um die Hintergründe zu ermitteln. Er erfährt, dass Julia bis vor einiger Zeit als Sprechstundenhilfe in der Zahnarztpraxis von Dr. Heumann gearbeitet habe und daraufhin in die Praxis von Dr. Röckel gewechselt sei. Von ihrem Exfreund erfährt er, dass sie mit ihm einen kostspieligen Urlaub unternommen habe. Das dafür erforderliche Geld habe sie angeblich in der Spielbank Wiesbaden gewonnen. Die neue Wohnung habe sie in bar bezahlt. Ihr Girokonto zeigt keine außergewöhnlichen Geldbewegungen.
Matula konfrontiert Dr. Heumann mit der Behauptung, Julia Keller sei mit ihm verlobt gewesen. Er streitet dies ab. Er habe ihr nach ihrem Ausscheiden aus der Praxis keine ungewöhnlich hohe Abfindung gezahlt und fortan keinen Kontakt mehr zu ihr gepflegt. Matula bezweifelt dies und vermutet, das Julia ihn erpresst habe. 
Am Abend stellt die gegenüber wohnende Frau Keller fest, dass in Julias Wohnung das Licht leuchtet. Der diesbezüglich informierte Matula fährt umgehend dorthin und trifft Julias Exfreund dort an, der herausgefunden hatte, dass Julia tatsächlich durch Erpressung an ihr Vermögen gekommen war. Er fand allerdings in ihrer Wohnung keine Beweise dafür vor. Julia habe ihm gegenüber einmal erwähnt, das „Schwind“ darauf aufpasse. Renz fällt ein, dass es sich dabei möglicherweise im übertragenen Sinne um den Maler Moritz von Schwind handeln könnte.
Dr. Heumann sucht Frau Keller auf und behauptet, Julia habe in seiner Praxis Geld unterschlagen. Er habe dies ihr zuliebe jedoch nie bei der Polizei zur Anzeige gebracht. Er fordert Frau Keller daher auf, jegliche Nachforschungen unverzüglich einzustellen. Diese ist damit zwar einverstanden, erreicht allerdings weder Matula noch Renz telefonisch.
Eingespannt in den Rahmen eines Gemäldes Moritz von Schwinds in Julias Wohnung finden Matula und Renz Kopien gefälschter Abrechnungen, die Dr. Heumann an die Krankenkassen übermittelt hatte. Matula konfrontiert ihn damit. Schließlich gesteht er daraufhin, Julia Keller vergiftet zu haben.

## Hintergrund

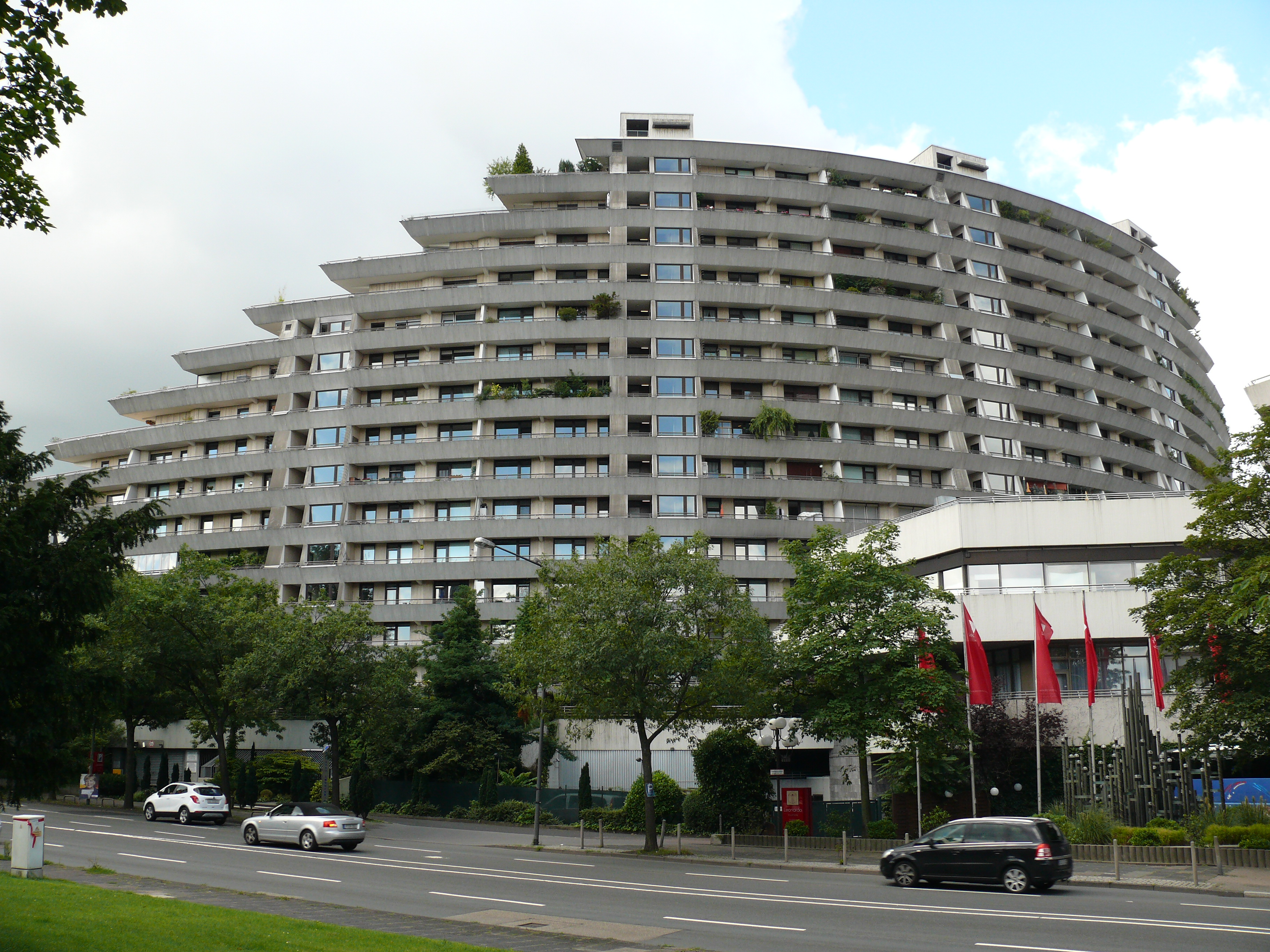
Sonnenring Ost, aufgenommen aus ähnlicher Perspektive wie in der Episode

Die Episode wurde überwiegend im Rhein-Main-Gebiet gedreht. Die Kulisse der Kanzlei von Dr. Renz befand sich im Hotel InterContinental Frankfurt. Das Haus, in der sich die angebliche Wohnung Julia Kellers befand, trägt die Bezeichnung Sonnenring Ost und befindet sich in Frankfurt-Sachsenhausen unweit des Südfriedhofs.